# Leszek II el Negro

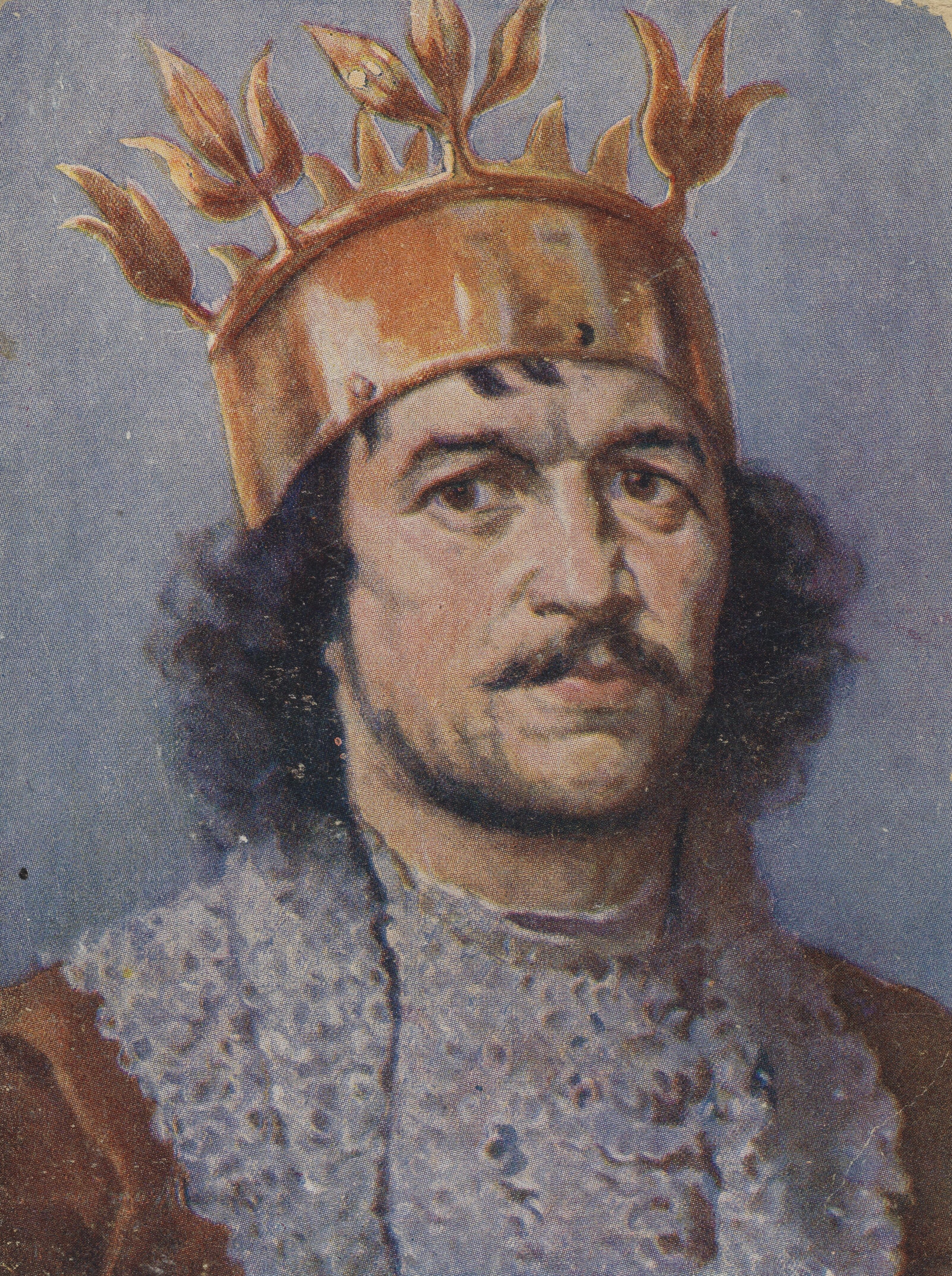
Leszek Czarny.

Leszek el Negro (en polaco: Leszek Czarny) (¿1241? - 1288) fue un noble y gobernante polaco del siglo XIII, duque de Sieradz desde 1261, de Łęczyca a partir de 1267, de Inowrocław entre 1273–1278, así como duque de Sandomierz (1279-1288) y  de Cracovia a partir de 1279. Gracias a este último rigió en Polonia entre 1279-1288. Leszek perteneció a la dinastía de los Piastas.
Leszek fue hijo del duque Casimiro I de Cuyavia, hermanastro del posterior rey de Polonia, Vladislao I de Polonia y nieto de Conrado I de Mazovia. Como Boleslao V el Casto no tuvo descendencia masculina, decidió entregar el trono de Cracovia a Leszek de Łęczyca y Sieradz, el hijo de su primo Casimiro II.
Durante su reinado surgieron en la Pequeña Polonia las primeras ideas para reunificar el antiguo reino de Polonia, las cuales culminaron con la reunificación dos siglos después de su división. Leszek II el Negro fue famoso por su ideología en la que buscaba el apoyo del pueblo y luchaba contra las rebeliones de la nobleza. No pudo conseguir su objetivo.
Tomó por esposa a Agripina de Eslavonia, nieta del rey Bela IV de Hungría, sin embargo se vieron separados durante un tiempo, luego de que la reina consorte polaca declarase públicamente que su esposo era impotente y no podía bendecirla con un hijo. Un año antes de fallecer, su tierra fue invadido por los Tártaros de la Horda de Oro y Leszek huyó al reino de Hungría junto a Agrippina. Los invasores llegaron hasta las puertas de Cracovia, pero no pudieron tomar la ciudad. Tras su muerte hubo una lucha por el trono de Cracovia que duraría varios años.